# Пулітцерівська премія за журналістське розслідування
Пулітцерівська премія за видатне розслідування (англ. Pulitzer Prize for Investigative Reporting) — одна з чотирнадцяти номінацій Пулітцерівської премії в галузі журналістики. Премія з моменту створення в 1953 році кілька разів змінювала назву:
- З 1953 по 1963 рік — Пулітцерівська премія за місцеві новини (англ. Pulitzer Prize for Local Reporting, No Edition Time). У 1963 році на основі цієї номінації були створені дві, Пулітцерівська премія за місцеві загальні або найсвіжіші новини і Пулітцерівська премія за видатне розслідування (англ. Pulitzer Prize for Investigative Reporting).
- З 1964 по 1984 — Пулітцерівська премія за місцеве спеціальне розслідування (англ. Pulitzer Prize for Local Investigative Specialized Reporting).
- З 1985 по теперішній час — Пулітцерівська премія за видатне розслідування (англ. Pulitzer Prize for Investigative Reporting).[1]

## Лауреати

### 1950-ті
- 1953 — Едвард Дж. Моурі[en] (Edward J. Mowery), New York World-Telegram[en], «за повідомлення про факти, які принесли виправдання і свободу Луїсу Хоффнеру».
- 1954 — Елвін Маккой[en] (Alvin McCoy), Kansas City Star[en], «за серію ексклюзивних історій, які привели до відставки К. Уеслі Робертса, республіканського національного голови».
- 1955 — Роланд Кеннет Тауері, Cuero Record, «за його серії статей, присвячених скандалу в адміністрації земельної програми ветеранів в Техасі. Цей 32-річний ветеран Другої світової війни, колишній бранець японців, зробив ці порушення питанням штату, а потім і національним питанням, і стимулював дії держави щодо виправлення умов в земельній програмі».
- 1956 — Артур Дейлі[en] (Arthur Daley), Нью-Йорк таймс, «за його видатне висвітлення і коментарі до світу спорту в його щоденній колонці „Sports of the Times“».
- 1957 — Воллес Тернер[en] (Wallace Turner) і Вільям Ламберт[en] (William Lambert), Portland Oregonian[en], «за їх викриття зла і корупції в Портленді за участю деяких муніципальних чиновників і офіцерів „Міжнародного братства водіїв, шоферів, комірників і підсобних робітників Америки“. Вони виконали завдання, незважаючи на великі перешкоди і ризик розправи з боку беззаконних дійових осіб».
- 1958 — Джордж Д. Беверидж[en] (George D. Beveridge), Washington Evening Star[en], «за відмінну і продуману серію „Metro, City of Tomorrow“, в якій детально описуються проблеми міста Вашингтона, округ Колумбія, які стимулювали широке громадський розгляд цих проблем і заохочували подальші дослідження як державних, так і приватних агентств».
- 1959 — Джон Гарольд Бріслін[en] (John Harold Brislin), The Scranton Times-Tribune[en], «за прояв хоробрості, ініціативи і винахідливості в своїй ефективній чотирирічної кампанії з припинення трудового насильства в своєму рідному місті, в внаслідок якого десять корумпованих профспілкових посадових осіб були відправлені до в'язниці, а місцевий союз був покликаний очищати елементи рекету».

### 1960-ті
- 1960 — Міріам Оттенберг[en] (Miriam Ottenberg), Washington Evening Star, «за серію з семи статей, що викривають шахрайство з автомобілями у Вашингтоні, округ Колумбія, жертвами якого стали багато необережних покупців. Цикл привів до нових правил захисту населення і сприяло оповіщенням інших спільнот про такі небезпечні методи».
- 1961 — Едгар Мей[en] (Edgar May), The Buffalo News[en], «за свою серію статей про державні благодійні послуги штату Нью-Йорк, під заголовком „Our Costly Dilemma“, частково заснованої на його тримісячної зайнятості в якості державного працівника. Серія привела до перетворень, що привернув увагу всієї країни».
- 1962 — Джордж Вільям Блісс[en] (George William Bliss), Чикаго Триб'юн, «за його ініціативу щодо розкриття скандалів в столичному санітарному окрузі Великого Чикаго, в результаті яких були зроблені коригувальні дії».
- 1963 — Оскар Гріффін мол.[en] (Oscar Griffin Jr.), Pecos Independent and Enterprise, «який в якості редактора ініціював викриття скандалу Біллі Сола Естес і тим самим привернув національну увагу до серйозного шахрайства уряду Сполучених Штатів з подальшим розслідуванням, переслідуванням і засудженням Естеса».
- 1964 — Джеймс В. Маґі, Альберт В. Гаудіосі і Фредерік Мейер (James V. Magee, Albert V. Gaudiosi, Frederick Meyer), The Philadelphia Bulletin[en], «за їх викриття чисельних шахрайських операцій в змові з поліцією в Південній Філадельфії, що призвело до арештів і очищення поліцейської дільниці».
- 1965 — Джин Гольц (Gene Goltz), The Houston Post[en], «за його оприлюднення урядової корупції Пасадена, Техас, яке призвело до широкомасштабних перетворень».
- 1966 — Джон Ентоні Фраска (John Anthony Frasca), The Tampa Tribune[en], «за його розслідування і репортаж про два пограбування, які привели до звільнення невинної людини».
- 1967 — Джин Міллер[en] (Gene Miller), Miami Herald, «чиє ініціативне розслідування допомогло звільнити двох осіб, неправомірно засуджених за вбивство».
- 1968 — Джей Ентоні Лукас[en] (Jay Anthony Lukas), Нью-Йорк таймс, «за соціальний документ, який він написав у своєму дослідженні життя і вбивства Лінди Фіцпатрік».
- 1969 — Ал Делугач[en] (Al Delugach) і Денні Волш (Denny Walsh), St. Louis Globe-Democrat[en], «за їх кампанію проти шахрайства та зловживання владою в Союзі майстрів Сент-Луїса».

### 1970-ті
- 1970 — Гарольд Юджин Мартін[en] (Harold Eugene Martin), Montgomery Advertiser[en], «за те, що він опублікував комерційну схему використання укладених з Алабами для експериментів з ліками і отримання плазми крові».
- 1971 — Вільям Джонс (William Jones), Чикаго Триб'юн, «за викриття змови між поліцією і деякими з найбільших приватних компаній швидкої допомоги в Чикаго з метою обмежити обслуговування в районах з низьким доходом, що призвело до великих перетворень».
- 1972 — Тімоті Леланд, Джерард М. О'Ніл, Стівен Куркян і Енн ДеСантіс (Timothy Leland, Gerard M. O'Neill, Stephen A. Kurkjian, Ann Desantis), Бостон глоуб, «за викриття широко розповсюджену корупцію в Сомервіллі, штат Массачусетс».
- 1973 — Штат The Sun Newspapers of Omaha[en], «за розкриття великих фінансових ресурсів Бойстауна, Небраска, що призвело до реформ в залученні і використанні коштів благодійної організації».
- 1974 — Вільям Шерман (William Sherman), Нью-Йорк Дейлі Ньюз, «за його винахідливі репортажі в зв'язку з надмірним зловживанням програмою New York Medicaid».
- 1975 — Штат Indianapolis Star, «за розкриття інформації про корупцію місцевої поліції і примусовому правозастосуванні, що призвело до очищення як поліцейського департаменту, так і кабінету окружного прокурора».
- 1976 — Штат Чикаго Триб'юн, «за виявлення широко поширених зловживань в федеральних житлових програмах в Чикаго і викриття шокуючих умов в двох приватних чиказьких лікарнях».
- 1977 — Асель Мур і Венделл Роулс молодший[en] (Acel Moore, Wendell Rawls Jr.), The Philadelphia Inquirer[en], «за їх повідомленнями про умови в державній лікарні Фарва (штат Пенсільванія) для душевнохворих».
- 1978 — Ентоні Р. Долан[en] (Anthony R. Dolan), The Stamford Advocate[en], «за серію про муніципальні корупції».
- 1979 — Гілберт М. Гаул[en] і Елліот Дж. Джаспін[en] (Gilbert M. Gaul, Elliot G. Jaspin), Pottsville Republican[en], «за розповіді про знищення компанії „Blue Coal“ людьми, пов'язаними з організованою злочинністю».

### 1980-ті
- 1980 — Стівен Куркян[en], Александр Б. Гоус мол., Нільс Брюзеліус, Джоан Венночі[en] і Роберт М. Портерфілд (Stephen A. Kurkjian, Alexander B. Hawes Jr., Nils Bruzelius, Joan Vennochi and Robert M. Porterfield), Бостон глоуб, «за статті про транспортні системи Бостона».
- 1981 — Кларк Халлас і Роберт Б. Лоу (Clark Hallas and Robert B. Lowe), Arizona Daily Star[en], «за їх дослідження Атлетичного департаменту Університету Аризони».
- 1982 — Пол Хендерсон[en] (Paul Henderson), The Seattle Times[en], «за репортажі, які довели невинність людини, засудженого за зґвалтування».
- 1983 — Лоретта Тофані[en] (Loretta Tofani), The Washington Post, «за її розслідування зґвалтувань і сексуального насильства в центрі ув'язнення округу Принс-Джордж, штат Меріленд».
- 1984 — Кеннет Купер, Джоан Фітц Джеральд, Джонатан Кауфман, Норман Локман, Гері Мак Міллан, Кірк Шарфенберг і Девід Вессел (Kenneth Cooper, Joan Fitz Gerald, Jonathan Kaufman, Norman Lockman, Gary McMillan, Kirk Scharfenberg and David Wessel), Бостон глоуб, «за їх серію статей, які вивчають расові відносини в Бостоні, помітне прояв служіння суспільству, яке звернуло пильний погляд на деякі з найшанованіших інститутів міста, включаючи саму газету The Boston Globe».
- 1985 — Люсі Морган[en] (Lucy Morgan) і Джек Рід, St. Petersburg Times[en], «за їх ретельне розслідування про шерифа округу Паско Джона Шорте, яке показало корупцію його відділу і призвело до його усунення з посади»; і Вільям К. Маримов, The Philadelphia Inquirer, «за його розкриття того, що собаки міської поліції атакували понад 350 осіб — викриття, яке призвело до розслідування підрозділу К-9 і видалення з нього десятка офіцерів».
- 1986 — Джеффрі А. Маркс[en] (Jeffrey A. Marx) і Майкл М. Йорк[en] (Michael M. York), Lexington Herald-Leader, «за їх серію статей „Playing Above the Rules“, яка оприлюднила грошові виплати баскетболістам Університету Кентуккі в порушення правил NCAA і привела до значних перетворень».
- 1987 — Даніель Р. Біддл, Х. Г. Біссінгер[en] (HG Bissinger) і Фредрік Н. Тульскі, The Philadelphia Inquirer, "за їх серію статей «Disorder in the Court», «в якому були розкриті порушення правосуддя в судовій системі Філадельфії, і привели до федеральних і державних розслідувань»; і Джон Вустендік, The Philadelphia Inquirer, «за видатні репортажі про в'язниці, в тому числі доказ невинності людини, засудженого за вбивство».
- 1988 — Дін Бакет[en], Вільям Гейнс[en] і Енн Марі Липинська[en] (Dean Baquet, William C. Gaines, and Ann Marie Lipinski), Чикаго Триб'юн, «за їх докладний звіт про особисті інтереси і розтрати, які проникли в Чиказьку міську раду».
- 1989 — Білл Дедман[en] (Bill Dedman), The Atlanta Journal and Constitution[en], «за його розслідування расової дискримінації, що практикується кредитними установами в Атланті, репортаж, який привів до значних перетворень в цій області».

### 1990-ті
- 1990 — Лу Кілцер[en] і Кріс Ісон (Lou Kilzer, Chris Ison), Star Tribune[en], «за повідомлення про викриття мережі місцевих громадян, що мали зв'язки із співробітниками пожежного департаменту Святого Павла і отримали вигоду від пожеж, в тому числі і про деякі, описаних самою пожежною справою, як про ті, що мають підозріле походження».
- 1991 — Джозеф Т. Халлінан[en] і Сьюзен М. Хедден (Joseph T. Hallinan and Susan M. Headden), The Indianapolis Star, «за їх шокуючі серії статей про медичну недбалість в штаті».
- 1992 — Лорейн Адамс[en] і Ден Мелоун[en] (Lorraine Adams, Dan Malone), Dallas Morning News, «за повідомлення, що звинувачують поліцію Техасу в серйозних проступки і зловживанні владою».
- 1993 — Джефф Бразил[en] і Стівен Беррі[en] (Stephen Berry), Orlando Sentinel[en], «за викриття незаконної конфіскації мільйонів доларів від автомобілістів (більшість з яких — меншини) загоном по боротьбі з наркоманією шерифа».
- 1994 — Штат Providence Journal-Bulletin[en], «за ретельний репортаж, який розкрив повсюдну корупцію в судовій системі Род-Айленда».
- 1995 — Брайан Донован[en] і Стефані Саул[en] (Stephanie Saul and Brian Donovan), Newsday, «за їхні розповіді, в яких розкрито порушення прав інвалідів місцевою поліцією».
- 1996- Штат The Orange County Register, «за репортажі, які виявили шахрайські і неетичні методи народжуваності в провідній дослідницькій університетській лікарні і викликали ключові реформи регулювання».
- 1997 — Ерік Налдер[en], Дебора Нельсон[en] і Алекс Тізон (Eric Nalder, Deborah Nelson, and Alex Tizon), The Seattle Times[en], «за їх розслідування широко розповсюджену корупцію і несправедливості в фінансується федеральним урядом житлову програму для корінних американців, яка викликала такі необхідні перетворення».
- 1998 — Гері Кон[en] і Вілл Енглунд[en], The Baltimore Sun[en], «за їх серію статей про міжнародну суднобудівну промисловость, яка виявила небезпеки, створювані для робітників і навколишнього середовища, коли кинуті судна демонтуються».
- 1999 — Штат The Miami Herald, «за його докладний репортаж, який виявив повсюдне шахрайство з виборцями на виборах мера міста, які згодом були скасовані».

### 2000-ні
- 2000 — Чо Санг-Хун[en], Чарльз Дж. Хенлі і Марта Мендоза[en] (Sang-Hun Choe, Charles J. Hanley, and Martha Mendoza), Ассошіейтед прес, «за розкриття, підкріплене великою документацією, багатовікового секрету про те, як американські солдати на початку Корейської війни вбили сотні корейських мирних жителів в результаті різанини на мосту Але Гун Рі».
- 2001 — Девід Вільям[en] (David Willman), Лос-Анджелес Таймс, «за його новаторський виклад семи небезпечних лікарських засобів, що відпускаються за рецептом, які були схвалені Управлінням з контролю за продуктами і ліками, і аналіз політичних реформ, які знизили ефективність агентства».
- 2002 — Сарі Хорвіц[en], Скотт Гігхем[en] і Сара Коен[en] (Sari Horwitz, Scott Higham, and Sarah Cohen), Вашингтон пост, «за серію, яка розкрила роль округу Колумбія у нехтуванні і смерті 229 дітей, поміщених в захисну опіку в період з 1993 по 2000 рік, що викликало перегляд системи добробуту дітей в місті».
- 2003 — Кліффорд Дж. Леві[en] (Clifford J. Levy), Нью-Йорк таймс, «за його яскраву, блискуче написану серію статей „Broken Homes“, яка викрила погане поводження з психічно хворими дорослими в державних будинках».
- 2004 — Майкл Д. Саллах[en], Мітч Вайс[en]} і Джо Махр[en], The Blade[en], «за їх серію про звірства „Тайгер Форс“, елітного взводу армії США, під час війни у В'єтнамі».
- 2005 — Найджел Якісс[en] (Nigel Jaquiss), Willamette Week, «за його розслідування, що викриває тривалий прихований сексуальний злочин колишнього губернатора з 14-річною дівчинкою».
- 2006 — Сьюзен Шмідт[en], Джеймс В. Грімальді[en] і Р. Джеффрі Сміт[en] (Susan Schmidt, James V. Grimaldi and R. Jeffrey Smith), Вашингтон пост, «за їх невтомне розслідування діяльності вашингтонського лобіста Джека Абрамоффа, яке розкрило корупцію в Конгресі і призвело до змін».
- 2007 — Бретт Блекледж[en] (Brett Blackledge), The Birmingham News, «за те, що він викрив кумівство і корупцію в державній системі дворічних вузів, що призвело до звільнення ректора і інших коригувальних дій».
- 2008 — Штат Чикаго Триб'юн, «за виявлення помилкового урядового регулювання іграшок, автокрісел і дитячих ліжечок, що призвело до великого відкликання небезпечних продуктів і діям в конгресі для посилення нагляду»; Волт Богданіч[en] іДжейк Хукер[en] (Walt Bogdanich and Jake Hooker), Нью-Йорк таймс, «за їх історії про токсичні інгредієнти в медицині та інших повсякденних продуктах, що імпортуються з Китаю, що привело до суворих заходів щодо американських і китайських чиновників».
- 2009 — Девід Барстоу (David Barstow), Нью-Йорк таймс, «за його наполегливу звітність, яка показала, як деякі відставні генерали, які працюють в якості радіо- і телевізійних аналітиків, були кооптовані Пентагоном, щоб донести доводи про війну в Іраку, і скільки з них також не розкрили зв'язків з кампаніями, які виграли від політики, яку вони захищали».

### 2010-ті
- 2010 — Барбара Лейкер[en] і Венді Рудерман[en] (Barbara Laker and Wendy Ruderman), Philadelphia Daily News, «за їх спритні репортажі, які виявили шахраїв в відділі по боротьбі з наркотиками, в результаті чого ФБР розслідувала і перевірила сотні кримінальних справ, зіпсованих скандалом»; і Шері Фінк[en] (Sheri Fink), ProPublica, у співпраці з The New York Times Magazine[en], «за історію, в якій фіксуються невідкладні життєво важливі рішення, зроблені змученими лікарями однієї лікарні, коли вони були відрізані повенями урагану Катріна».
- 2011 — Пейдж Сент-Джон[en] (Paige St. John), Sarasota Herald-Tribune, «за її вивчення недоліків сумнівною системи страхування власності, життєво важливою для домовласників Флориди, надає зручні дані для оцінки надійності страховика та вжиття заходів регулювання».
- 2012 — Метт Апуццо[en], Адам Голдман[en], Ейлін Салліван[en] і Кріс Хоулі (Matt Apuzzo, Adam Goldman, Eileen Sullivan and Chris Hawley), Ассошіейтед прес, «за їх увагу до таємної шпигунської програми Нью-Йоркського поліцейського управління, яка контролювала повсякденне життя мусульманських громад, в результаті чого виникли конгреські заклики до федерального розслідування і дискусія про належної ролі збору внутрішньої розвідки»; і Майкл Дж. Беренс[en] і Кен Армстронг[en] (Michael J. Berens and Ken Armstrong), The Seattle Times, «за їх дослідження того, як маловідомий урядовий орган в штаті Вашингтон змінив у вразливих пацієнтів більш безпечні ліки для лікування болю метадоном, дешевшим, але небезпечним препаратом, розкриття чого викликало державні попередження».
- 2013 — Девід Барстоу і Алехандра Ксанік фон Бертраб[en], Нью-Йорк таймс, «за їх звіти про те, як Wal-Mart повсюдно використовував хабар, щоб домінувати на ринку в Мексиці, в результаті відбулися зміни в практиці компанії».
- 2014 — Кріс Хамбі (Chris Hamby), Center for Public Integrity, «за його донесення про те, як деякі юристи і лікарі сфальсифікували систему, щоб скасувати пільги для вугільних шахтарів, уражених пневмоконіозом, що призвело до поліпшення законодавчих заходів».
- 2015 — Ерік Ліптон[en] (Eric Lipton), Нью-Йорк таймс, «за репортажі, які показали, як вплив лобістів може впливати на лідерів конгресу і генеральних прокурорів штату, схиляючи правосуддя до багатих і тих, хто має зв'язки»; і Штат Уолл-стріт джорнел, «за „Medicare Unmasked“ — новаторський проект, який надав американцям безпрецедентний доступ до раніше конфіденційних даних про мотиви і практики їх постачальників медичних послуг».
- 2016 — Леонора ЛаПетер Антон[en] і Ентоні Корм'єр[en], Tampa Bay Times[en], і Майкл Брага, Sarasota Herald-Tribune[en], «за приклад спільного репортажу двох новинних організацій, які виявили зростання насильства і зневаги в психіатричних лікарнях Флориди і поклали відповідальність державних чиновників».
- 2017 — Ерік Ейр[en], Charleston Gazette-Mail[en], «за хоробрі репортажі, проведені перед обличчям потужної опозиції, які виявили потік опадів, поточних в депресивні округи Західної Вірджинії, з найвищими показниками смертності від передозування в країні».
- 2018 — Штат Вашингтон пост, «за цілеспрямовані і невтомні репортажі, які змінили хід передвиборчої гонки в Сенат в штаті Алабама, що розкрили передбачувані минулі сексуальні домагання по відношенню до дівчаток-підлітків і наступні спроби зруйнувати журналістське розслідування».
- 2019 — Метт Гамільтон, Гаррієт Раян та Пол Прінгл[en] (Matt Hamilton, Harriet Ryan and Paul Pringle), Los Angeles Times, «за послідовні репортажі про гінеколога з Університету Південної Каліфорнії, звинуваченого у порушенні прав сотень молодих жінок упродовж понад чверті століття».[2]

### 2020-ті
- 2020 — Браян Розенталь (Brian Rosenthal), The New York Times, «за викриття системи таксі Нью-Йорка, яке показало, як орендодавці отримують прибутки з хижацьких позичок, що руйнують життя вразливих водіїв, — репортаж, який призвів до відкриття штатних і федеральних розслідувань і стрімких реформ».[3]